# Actor infantil

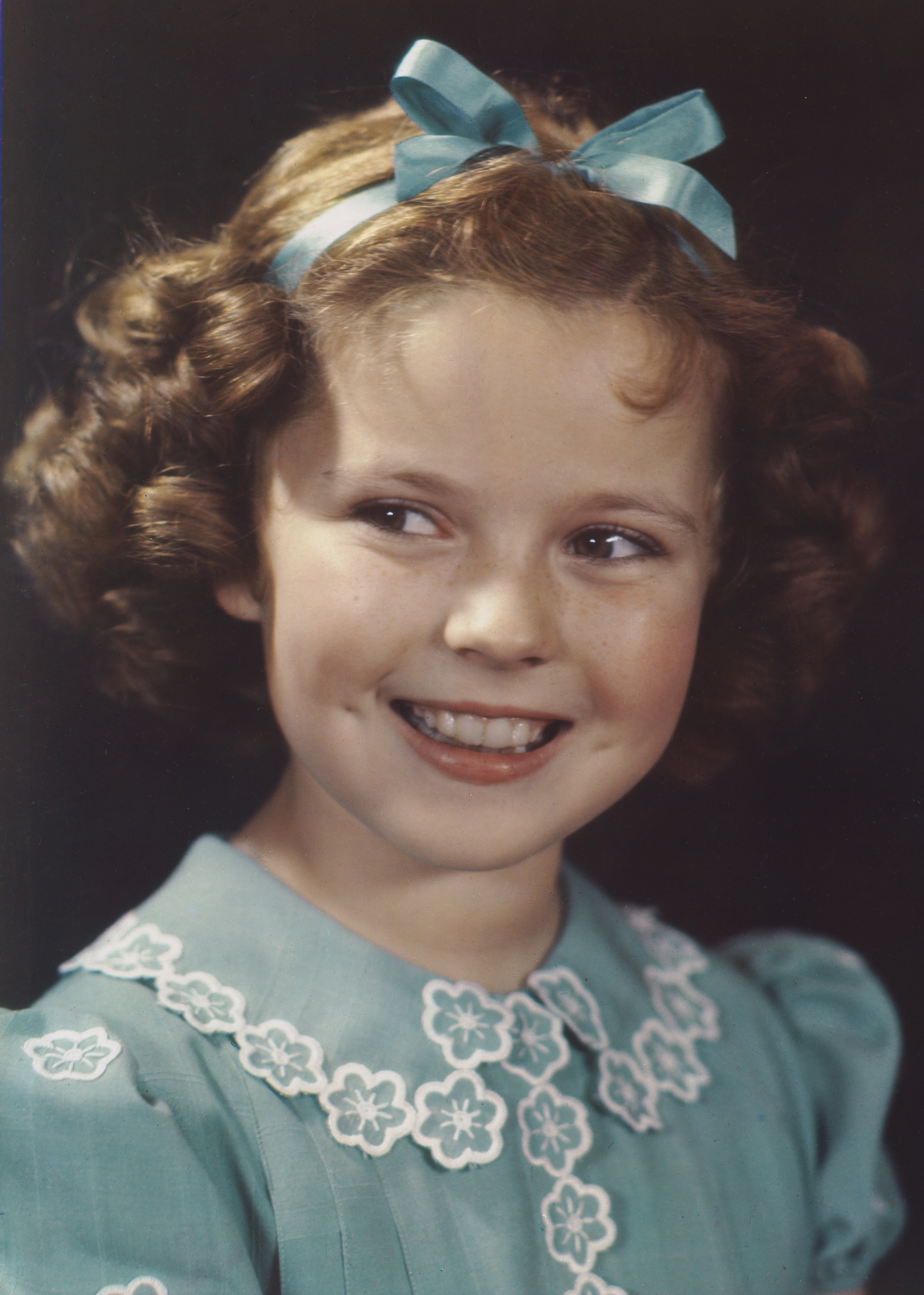
Shirley Temple saltó a la fama como estrella infantil en la década de 1930.

El término actor infantil o actriz infantil generalmente se aplica a un niño o niña que actúa en el escenario o en películas o televisión, pero también a un adulto que comenzó su carrera en la actuación durante la niñez. Un adulto que comenzó su carrera como actor cuando era niño también se le puede llamar actor infantil o «exactor infantil». Otros términos estrechamente relacionados incluyen actor adolescente o actriz adolescente, un intérprete que ganó popularidad cuando era adolescente.
Muchos niños actores han luchando por adaptarse a medida que se convierten en adultos, principalmente debido al encasillamiento. Algunos niños actores se convierten en actores adultos exitosos como Jodie Foster, Elle Fanning o Nicholas Hoult. Otros como Macaulay Culkin y Lindsay Lohan experimentaron muchas dificultades con la fama que adquirieron a una edad temprana.

## Regulación
En los Estados Unidos, las actividades de los niños actores están reguladas por el sindicato de actores, y las leyes estatales. Algunos proyectos filman en lugares remotos específicamente para evadir las regulaciones destinadas a proteger al niño. Las horas de trabajo más largas o las acrobacias arriesgadas prohibidas por California, por ejemplo, podrían permitirse para la filmación de un proyecto en Columbia Británica. La ley federal de los Estados Unidos "eximió específicamente a los menores que trabajan en el negocio del entretenimiento de todas las disposiciones de las leyes sobre trabajo infantil". Cualquier regulación de niños actores se rige por leyes estatales dispares.

### California
Debido a la gran presencia de la industria del entretenimiento en Hollywood, el estado de California tiene algunas de las leyes más explícitas que protegen a los niños actores. Al ser menor de edad, un actor infantil debe obtener un permiso de trabajo de entretenimiento antes de aceptar cualquier trabajo escénico remunerado. Las leyes de educación obligatoria exigen que la educación del niño actor no se interrumpa mientras el niño está trabajando, ya sea que el niño actor esté matriculado en una escuela pública, en una escuela privada o incluso en una escuela en casa. El niño hace su trabajo escolar bajo la supervisión de un maestro de estudio mientras está en el set.

### Reino Unido
En el Reino Unido, un niño actor se define como alguien que no está en edad de dejar la escuela. Antes de que un niño pueda trabajar, necesita una licencia de actuación de su Autoridad Educativa Local, así como un acompañante autorizado; un padre solo puede acompañar a su propio hijo, a menos que sea un acompañante con licencia, y las obligaciones de un acompañante incluyen actuar in loco parentis y registrar la hora de llegada y salida del lugar de trabajo, el tiempo que el niño está trabajando, sus descansos y la cantidad de tutoría. Un niño requiere un mínimo de tres horas diarias de tutoría y una lección debe ser de un mínimo de 30 minutos para contabilizar el total y en lo que respecta a los jóvenes de 16 y 17 años en educación superior, se tienen en cuenta sus estudios.
Existen regulaciones y pautas para proteger a todos los actores menores de 18 años; La orientación de la OFCOM establece que la salud y la seguridad, el bienestar y el bienestar de un niño es primordial en la producción de televisión y factores como su edad, madurez y experiencias de vida pueden afectar su desempeño. La OFCOM también aconseja que las emisoras realicen evaluaciones de riesgo, consideren buscar asesoramiento de expertos y sigan las mejores prácticas.

## Cuestiones

### Propiedad de las ganancias
Antes de la década de 1930, muchos niños actores nunca llegaban a ver el dinero que ganaban porque no estaban a cargo de ese dinero. Jackie Coogan ganó millones de dólares trabajando como actor infantil solo para ver que la mayor parte lo desperdiciaban sus padres. En 1939, California intervino en esta controversia y promulgó la Ley Coogan que requiere que una parte de las ganancias de un niño se conserve en una cuenta de ahorros especial llamada fideicomiso bloqueado. Sin embargo, un fideicomiso que no se monitorea activamente también puede ser problemático, como en el caso de Gary Coleman, quien luego de trabajar desde 1974, demandó a sus padres adoptivos y exasesor comercial por $3,8 millones por malversación de su fondo fiduciario.

### Presión competitiva
Algunas personas también critican a los padres de niños actores por permitir que sus hijos trabajen, creyendo que las actividades más "normales" deberían ser el elemento básico durante los años de la infancia. Otros observan que la competencia está presente en todas las áreas de la vida de un niño, desde los deportes hasta el periódico estudiantil, la orquesta y la banda, y creen que la ética de trabajo inculcada o el talento desarrollado redunda en beneficio del niño.
El niño actor puede experimentar presiones únicas y negativas cuando trabaja con programas de producción ajustados. Los grandes proyectos que dependen para su éxito de la capacidad del niño para realizar una actuación eficaz se suman a la presión.
A Ethel Merman, que trabajó varias veces en producciones teatrales de larga duración con niños actores, no le gustó lo que finalmente vio como su sobreprofesionalización - "actuar más como enanos que como niños" - y desaprobó que los padres les empujaran a la edad adulta.

## Problemas posteriores al éxito
La incapacidad de conservar el estrellato y el éxito y la exposición a la fama a una edad temprana ha provocado que muchos niños actores lleven vidas adultas plagadas de problemas legales, quiebras y abuso de drogas.
Uno de esos casos fue Bridgette Andersen, la estrella de la película Savannah Smiles, que tenía un largo historial de abuso de drogas, antes de morir de una sobredosis.
Los ejemplos incluyen a los miembros del elenco infantil de la comedia estadounidense Diff'rent Strokes Gary Coleman, Dana Plato y Todd Bridges. Coleman demandó a sus padres por el uso indebido de su fondo fiduciario y, aunque se le otorgó más de $1 millón, se declaró en bancarrota en 1999. Después de muchos cargos de agresión durante los años siguientes, Coleman murió en mayo de 2010. Platón había posado para la revista Playboy y apareció en varias películas de pornografía suave. Fue arrestada dos veces por robo a mano armada y falsificación de recetas, y murió en mayo de 1999 por una sobredosis de medicamentos recetados, considerada un suicidio. Bridges estaba plagado de muchos problemas legales, así como una adicción a la cocaína. Después de romper este hábito, se convirtió en un activista antidrogas y viajó por los Estados Unidos, recorriendo escuelas y advirtiendo sobre los peligros del abuso de drogas. Desde entonces, ha hecho varios cameos en varios programas de televisión.
La popular comedia televisiva Full House convirtió a Jodie Sweetin y las gemelas Olsen en estrellas infantiles. Después del programa, Sweetin desarrolló una adicción a la metanfetamina, así como al alcoholismo. Más tarde superó esto y escribió una memoria que describe sus experiencias. Mary-Kate Olsen, así como Tracey Gold de la serie Growing Pains, desarrollaron trastornos alimentarios, por lo que fueron tratados con rehabilitación intensiva. Anissa Jones, conocida por aparecer en la comedia Family Affair, sufrió una sobredosis el 28 de agosto de 1976 a los 18 años.
Jonathan Brandis, quien apareció en varias películas cuando era niño y adolescente, se suicidó ahorcándose en noviembre de 2003 a la edad de 27 años debido a razones posiblemente relacionadas con su falta de éxito continuo en la edad adulta. Asimismo, Sawyer Sweeten, un niño actor que interpretó a Geoffrey Barone en la comedia estadounidense Everybody Loves Raymond, se quitó la vida en abril de 2015 a la edad de 19 años, después de un período de depresión.
Drew Barrymore era conocida por sus payasadas públicas e ilegales que comenzaron poco después de su primer papel en E.T., el extraterrestre. Barrymore admite haber fumado cigarrillos a los nueve años, haber bebido alcohol a los 11, haber fumado marihuana a los 12 y haber inhalado cocaína a los 13. A los 14 años intentó suicidarse.
Otro ejemplo popular en la actualidad de niños actores con problemas posteriores al éxito sería Lindsay Lohan. Famosa por sus papeles protagónicos en The Parent Trap (1998), Freaky Friday (2003), Confessions of a Teenage Drama Queen (2004), Mean Girls (2004), Herbie: Fully Loaded (2005), Just My Luck (2006) y Georgia Rule (2007), Lohan se ha encontrado con muchos problemas con la ley.  
En 1990, el actor y escritor Paul Petersen fundó un grupo de apoyo para niños actores, "A Minor Consideration", tras el suicidio de otra ex estrella infantil, Rusty Hamer. El grupo busca mejorar las condiciones laborales de los niños actores y ayudar en la transición a la vida adulta, ya sea en la actuación o en otras profesiones.

## Éxito adulto
Hay muchos casos de vidas adultas con problemas debido al entorno estresante al que están sujetos los niños actores. Es común ver crecer a un niño actor frente a la cámara, ya sea en películas, programas de televisión o ambos. Sin embargo, no es raro ver a los niños actores continuar sus carreras como actores o en un campo profesional diferente.

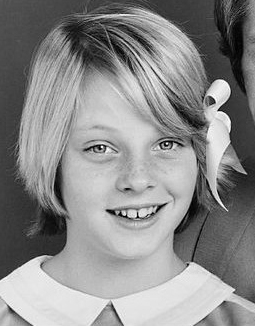
Jodie Foster, fotografiada en 1974

Jodie Foster comenzó a actuar a los tres años, convirtiéndose en la actriz infantil por excelencia durante la década de 1970 con papeles en películas como Tom Sawyer (1973), Alicia ya no vive aquí (1974), Taxi Driver (1976), Bugsy Malone (1976), The Little Girl Who Lives Down the Lane (1976) y Freaky Friday (1976). Una niña prodigio, Foster recibió su primera nominación al Premio de la Academia a los 13 años y luego se tomó un año sabático del cine para asistir a la Universidad Yale. Hizo una transición exitosa a papeles adultos, ganando dos Premios de la Academia a la Mejor Actriz antes de los 30 años y protagonizando varias películas exitosas y aclamadas como The Accused (1988), The Silence of the Lambs (1991), Nell (1994), Maverick (1994), Contact (1997) y The Brave One (2007), consolidándose así como una de las actrices más consumadas y buscadas de su generación. También se ha aventurado en la dirección y sus créditos como directora incluyen películas como Little Man Tate (1991), Money Monster (2016) y programas de televisión como House of Cards, Orange Is the New Black y Black Mirror.
Drew Barrymore comenzó a actuar a los tres años. Durante su infancia luchó contra las drogas, pero hoy sigue actuando en películas. 
Natalie Portman se tomó un pequeño descanso en la actuación para obtener una licenciatura en Psicología de la Universidad de Harvard antes de continuar su carrera como actriz.
Rider Strong, conocido como "Shawn Hunter" en Boy Meets World, fue educado en la Universidad de Columbia y ahora tiene un blog exitoso y publicó una novela gráfica.
Neil Patrick Harris comenzó a actuar en Doogie Howser, M. D. Continúa actuando en televisión, películas y teatro.
Kirsten Dunst y Lacey Chabert hicieron la transición de una actriz infantil a una actriz adulta con una mala racha que incluía depresión. Después de una estadía en un centro de rehabilitación, Dunst pudo recuperarse y continuar su carrera. Ella demuestra que las presiones de crecer bajo el foco de atención pueden tener repercusiones.
Roddy McDowall, quien tuvo una carrera larga y distinguida, incluso como estrella regular de la serie El Planeta de los Simios; Micky Dolenz, quien comenzó su carrera como estrella infantil en la década de 1950, se convirtió en músico del exitoso grupo pop de la década de 1960 The Monkees, que tenía su propio programa de televisión exitoso; Ron Howard, quien, además de ser la estrella de las series de televisión The Andy Griffith Show y Dias Felices, se convirtió en un director ganador de un Oscar en la edad adulta. 
Elijah Wood, quien continuó su carrera con éxito hasta la edad adulta interpretando a Frodo Bolsón en la serie de películas El Señor de los Anillos y protagonizando a Ryan Newman en la serie de televisión Wilfred. 
Dakota Fanning saltó a la fama después de su gran actuación a los siete años en la película I am Sam (2001). Su actuación le valió una nominación al Premio del Sindicato de Actores a los ocho años en 2002, convirtiéndola en la nominada más joven en la historia de SAG. Más tarde apareció en importantes producciones de Hollywood, en películas tan aclamadas como Man on Fire (2004), La Guerra de los Mundos (2005), Charlotte's Web (2006), Hounddog (2007), The Secret Life of Bees (2008), Coraline (2009), la serie de películas de La Saga Crepúsculo (2009-12), The Runaways (2010) y The Motel Life (2012). 
Elle Fanning, la hermana menor de Dakota, también saltó a la fama como actriz infantil. Saltó a la fama tras protagonizar junto a su hermana la miniserie Taken (2002). Apareció en Daddy Day Care (2003), Babel (2006), The Curious Case of Benjamin Button (2008) y Phoebe in Wonderland (2008) y la miniserie The Lost Room (2006), Mi vecino Totoro (2004) , Somewhere (2010), Super 8 (2011),  Maleficent (2014) y Maleficent: Mistress of Evil (2019) y de 2020 a 2023, interpretó a Catalina la Grande en la serie satírica de la época The Great, por la que recibió nominaciones a un premio Premios Primetime Emmy en 2022; tres premios Premios Globo de Oro en 2021, 2022 y 2023, al Premios del Sindicato de Actores de 2022 y al Premio Satellite en 2023 como Mejor actriz de serie de comedia.
Nicholas Hoult, actor, productor de cine y modelo, tuvo un exitoso comienzo al interpretar con 11 años a Marcus en About a Boy (2002).  A sus 17 años protagoniza la serie Skins (2007-2008), papel que lo ayuda a hacer la transición de estrella infantil a papeles más oscuros en la industria del cine. Salta a Hollywood con A Single Man (2019), papel por el que obtuvo una nominación a los Premios BAFTA. Entre su destacado repertorio filmográfico consta la franquicia de X-Men: First Class (2011-2019); Warm Bodies (2013); Mad Max: Fury Road (2015); The Favourite (2018); Tolkien (2019); The Banker (2020) The Menu (2022); Renfield (2023) o la serie The Great (2020-2023) que le otorga nominaciones a dos Premios Globo de Oro y a un Premios Primetime Emmy.

## Carrera cinematográfica efímera
La carrera de muchos actores es efímera y esto también es cierto en el caso de los niños actores. Muchos actores por elección personal que comienzan sus carreras cuando los niños actores deciden no seguir las mismas carreras que los adultos. 
Shirley Temple se convirtió en una figura pública y diplomática. Peter Ostrum, que aparece en su único papel, el personaje principal de Charlie Bucket en Willy Wonka y la Fábrica de Chocolate se convirtió en un cirujano veterinario a gran escala. 
Jenny Lewis, anteriormente en la película Troop Beverly Hills en 1989, es una reconocida cantante y compositora de rock independiente.
Mary-Kate Olsen fue tratada por un trastorno alimentario, considerado anorexia, pero su hermana gemela permaneció menos preocupada. En un artículo de la revista Marie Claire, Mary-Kate expresó la naturaleza agridulce de la infancia de las gemelas. "Miro fotos viejas de mí y no me siento conectada con ellas en absoluto", dijo. "Nunca le desearía mi educación a nadie... pero no lo devolvería por nada del mundo". Las gemelas ahora tienen un éxito continuo en la industria de la moda con un patrimonio neto estimado de aproximadamente $ 100 millones.
Jonathan Lipnicki, conocido principalmente por las películas de Stuart Little y El pequeño vampiro se dedicó al deporte y a las competiciones de jiu-jitsu brasileño.
En Polonia, los ex niños actores y los hermanos gemelos Lech y Jarosław Kaczyński se convirtieron en políticos de éxito, en un momento Lech fue presidente y Jarosław el primer ministro.